# Governatorato di Gafsa
Il governatorato di Gafsa è uno dei 24 governatorati della Tunisia. Venne istituito nel 1956 e si trova nella parte centromeridionale del paese; suo capoluogo è Gafsa.
Nel governatorato ci sono alcune città:
- El Guettar
- El Ksar
- Gafsa
- Mdhila
- Métlaoui
- Moularès
- Redeyef
- Sened